# Незнайка
Незнайка — литературный персонаж, герой трилогии Николая Носова и её продолжений. Член Клуба весёлых человечков.

## История персонажа
Героем книг Николая Носова Незнайка стал благодаря встрече Носова в 1952 году с писателем Богданом Чалым, редактором журнала «Барвинок». После того как Носов рассказал о замысле «Незнайки» Чалому, последний тут же предложил опубликовать произведение в своём журнале, что и было сделано. Первая публикация в журнале «Барвинок» была в 1953−1954 гг. на двух языках — русском и украинском (в переводе Ф. Макивчука) — под названием «Приключения Незнайки и его товарищей» с подзаголовком «сказка-повесть».
Затем первая часть трилогии вышла отдельным изданием, уже как «Приключения Незнайки и его друзей: роман-сказка» (Москва: Детгиз, 1954), вторая часть — «Незнайка в Солнечном городе» — увидела свет в 1958 году сначала в журнале «Юность», а потом была издана отдельной книгой (Москва: Детгиз, 1958). Третья часть трилогии — роман-сказка «Незнайка на Луне» впервые была опубликована в журнале «Семья и школа» в 1964−65 годах. Отдельным изданием книга вышла в 1965 году (Москва: Детская литература, 1965).
В 1969 году Носову за трилогию произведений о Незнайке была присвоена Государственная премия РСФСР имени Н. К. Крупской.
Существенную роль в завоевании Незнайкой любви у маленьких читателей сыграл удачный выбор иллюстраторов. Первые две части трилогии были проиллюстрированы Алексеем Лаптевым, третью часть, после смерти А. Лаптева, — иллюстрировал Генрих Вальк. Ранние издания книг для своего времени были оформлены богато: имели суперобложки и цветные вклейки; последующие издания оформлялись скромнее.

## Внешний вид и характер Незнайки в произведениях Н. Носова
Незнайка — коротышка среднего роста с большой головой и маленьким носом. Он носит широкополую голубую шляпу (типа сомбреро), канареечные брюки, оранжевую рубашку и зелёный галстук. Любит яркие цвета.
Основными чертами Незнайки являются хвастливость, невежество, смелость и сообразительность. По словам самого Носова, у Незнайки есть жизненный прототип:

Это ребёнок, но не такой, которого можно назвать по имени и фамилии, а ребёнок вообще, с присущей его возрасту неугомонной жаждой деятельности, неистребимой жаждой знания и в то же время с неусидчивостью, неспособностью удержать своё внимание на одном предмете сколько-нибудь долгое время, — в общем, со всеми хорошими задатками, которые ребёнку предстоит в себе укрепить и развить, и с недостатками, от которых нужно избавиться.
— Николай Носов, «О себе и своём творчестве»
Знаменитая шляпа Незнайки в тексте Носова никак не была описана, кроме упоминания, что она голубого цвета, поэтому первое время иллюстраторы рисовали её по-разному. Самые первые иллюстраторы сказки Кира и Виктор Григорьевы изобразили её как остроконечный колпак с небольшими полями. В выпущенном в 1957 году диафильме Леонид Владимирский изобразил её как тюбетейку с кисточкой. Традиционный вариант остроконечного сомбреро первым нарисовал А. М. Лаптев — этот вариант в дальнейшем подхватили и другие художники.
Сегодня Незнайка и другие персонажи на большинстве иллюстраций изображаются как дети возраста примерно 6−8 лет, но на самых первых иллюстрациях, сделанных Григорьевыми, Незнайка изображался со взрослыми пропорциями тела.

## Литературные произведения о Незнайке
Произведения Николая Носова
- 1954 — «Приключения Незнайки и его друзей»
- 1956 — «Винтик, Шпунтик и пылесос»
- 1958 — «Незнайка в Солнечном городе»
- 1965 — «Незнайка на Луне»

Произведения Бориса Карлова
- 1999 — «Новые приключения Незнайки: Остров Голубой Звезды»
- 1999 — «Новые приключения Незнайки: Снова на Луне»

Произведения Ивана Ершова
- 1994 — «Незнайка в Лего-парке и динозавры»
- 1994 — «Приключения Незнайки в Лего-парке. Заколдованный замок»
- 1994 — «Незнайка ищет сокровища в Лего-парке»

Произведения Григория Вайпана
- 2000 — «Незнайка в Каменном городе»

Произведения Игоря Носова
- 2006 — «Остров Незнайки»
- 2007 — «Большой сюрприз Незнайки»
- 2013 — «Незнайка в Каменном городе»

Произведения Светланы Осеевой и Петра Солодкого
- 2009 — «Новые похождения Незнайки, Футика и других коротышек»
- «Космические приключения Незнайки, Футика и других коротышек»

## Экранизации и другие фильмы с участием Незнайки

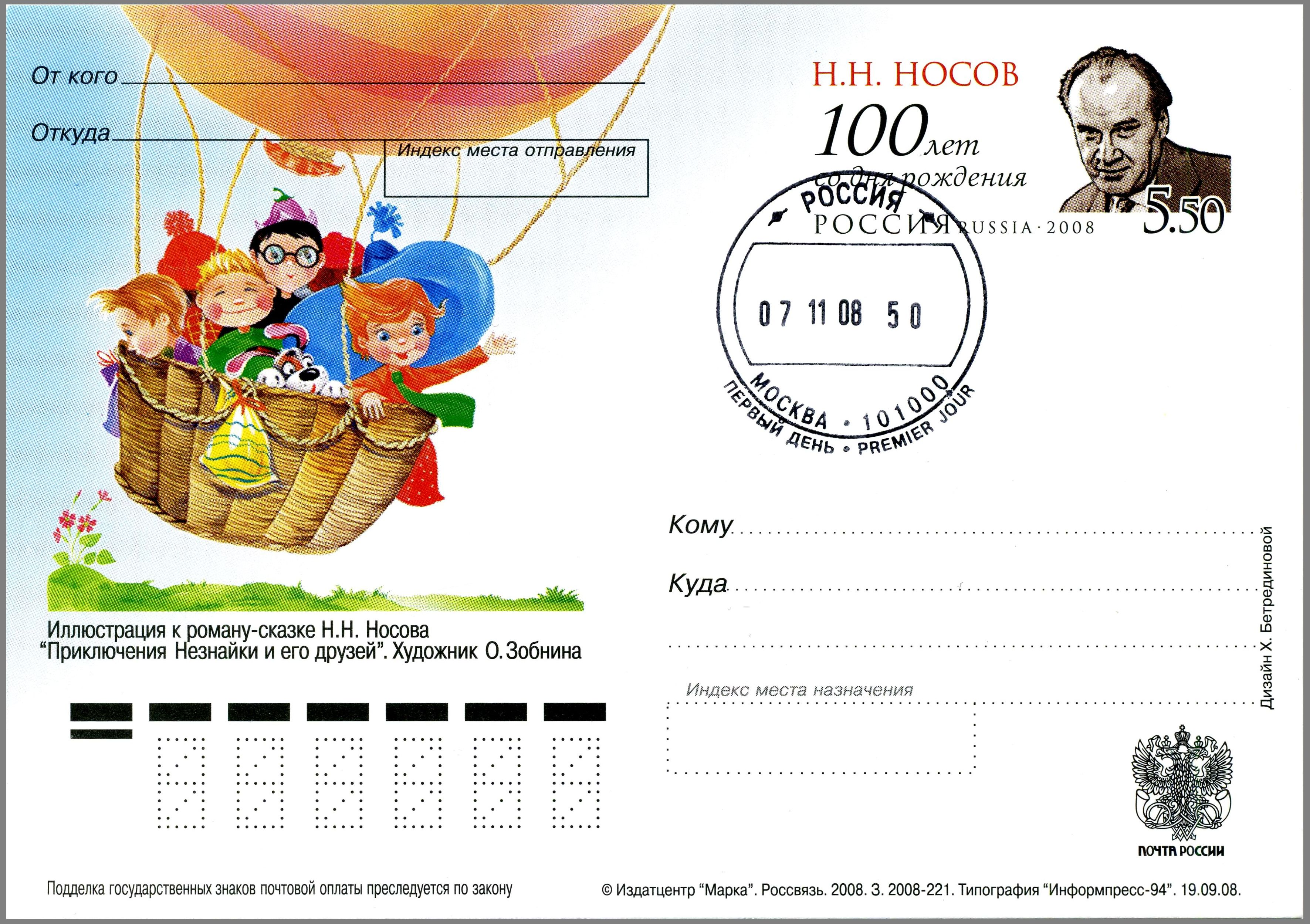
Иллюстрация к роману-сказке «Приключения Незнайки и его друзей». Художник О. Зобнина. Почтовая карточка с оригинальной маркой. Россия, 2008 г.

- 1959: мультфильм «Ровно в три пятнадцать…»
- 1960: мультфильм «Винтик и Шпунтик. Весёлые мастера»
- 1961: мультфильм «Незнайка учится»
- 1965: мультфильм «Где я его видел?»
- 1968: мультфильм «Светлячок № 8»
- 1972: мультфильм «Приключения Незнайки и его друзей» (мини-сериал из 10 фильмов)[5]:

1. Коротышки из Цветочного города
2. Незнайка — музыкант
3. Незнайка — художник
4. Незнайка — поэт
5. Незнайка за рулём
6. Как Знайка придумал воздушный шар
7. Воздушное путешествие
8. Незнайка в Зелёном городе
9. Незнайка встречается с друзьями
10. Возвращение

- 1977: мультфильм «Незнайка в Солнечном городе» (мини-сериал)[6]:

1. Как Незнайка совершал хорошие поступки
2. Встреча с волшебником
3. Превращения начинаются
4. Побег
5. Превращения продолжаются
6. Приключения трёх ослов
7. Удивительные подвиги
8. Снова вместе
9. Переполох в зоопарке
10. Волшебник появляется снова

- 1983: художественный фильм «Незнайка с нашего двора»[7]
- 1996: мультфильм «Весёлые картинки. Фантазия в стиле ретро»
- 1997—1999: мультфильм «Незнайка на Луне» (дилогия)

- Сезон 1 (1997):

1. Загадка лунного камня
2. Грандиозный замысел Знайки
3. Незнайка и Пончик летят на Луну
4. Первый день на Луне
5. Звёздочка
6. «Дорогие» друзья

- Сезон 2 (1998):

1. Акционерное общество гигантских растений
2. Большой Бредлам
3. Незнайка ищет работу
4. Куда исчезла ракета
5. Знайка спешит на помощь
6. Дорога домой

- 2004 — мультфильм «Незнайка и Баррабасс»

## Интересные факты
- Персонаж с именем Незнайка был также в комиксах канадского художника Палмера Кокса, русский текст по этим картинкам был создан писательницей Анной Хвольсон[10]. Первое издание её книжки «Царство малюток», где среди прочих героев фигурирует Незнайка, вышло в 1889 году, а после уже следовали переиздания в 1898, 1902 и 1915 годах. В 1991 году её выпустило московское издательство «Поликом» (это было репринтное издание, сохранившее дореволюционную орфографию).

- Широко известна песня из мультфильма (слова Николая Носова, музыка Владимира Шаинского, в исполнении Клары Румяновой[11]): «В траве сидел кузнечик, в траве сидел кузнечик,
Совсем как огуречик, зелёненький он был.
Представьте себе, представьте себе,
Совсем как огуречик…»
- Образ Незнайки активно использовался в оформлении российского павильона на международной выставке ЭКСПО-2010 в Шанхае. При этом комиксы для детей с участием Незнайки были известны и популярны в Китае в 1990-х годах. Имя Незнайки на китайский было переведено как 小无知 («Xiǎo Wúzhī», «Сяо Учжи»), что означает «маленький невежда»[12]. 14 июля 2010 г. президент России Дмитрий Медведев распорядился исправить недостатки экспозиции российского павильона на Всемирной универсальной выставке ЭКСПО-2010 в Шанхае. Суть претензий президента — подмена инновационного потенциала и модернизационных амбиций Новой России небылицами по мотивам сказки Н. Носова о Незнайке. Об исполнении поручения президенту должно было быть доложено 1 сентября 2010 года. Однако серьёзных изменений российский павильон на ЭКСПО-2010 к визиту президента РФ так и не претерпел[13][14].
- Изображение Незнайки нанесено на памятник на могиле Николая Носова на Кунцевском кладбище[15].